# Trimbach (Baixo Reno)
Trimbach é uma comuna francesa na região administrativa de Grande Leste, no departamento do Baixo Reno. Estende-se por uma área de 3,94 km². Em 2010 a comuna tinha 590 habitantes (densidade: 149,7 hab./km²).